# Crazy Cruise
Pour plus de détails, voir Fiche technique et Distribution.
Crazy Cruise est un cartoon des Merrie Melodies réalisé par Tex Avery et Robert Clampett, sorti en 1942, racontant une croisière à travers le monde. Bugs Bunny y apparaît fugitivement.

## Résumé
Nous suivons une croisière commentée autour du monde et visitons les sites touristiques incontournables de plusieurs pays. C'est autant d'occasions de faire des jeux de mots et de mettre en scène des situations cocasses en rapport avec ces sites de cartes postales. Cela commence par une plantation de tabac du « vieux sud » des États-Unis, où une chenille du tabac donne un entretien et en marque la fin en crachant sa chique de tabac.
On suit la course du bateau sur une carte, de la Floride à Cuba, passant devant le bar Sloppy Joe's à Key West (le bar favori d'Ernest Hemingway) jusqu'au Sloppy Joe's Bar (en) de La Havane, à partir duquel le bateau tourne fou, comme ivre.
Le narrateur attire ensuite l'attention sur le camouflage parfait d'un bateau de guerre (le « S.S. Yehudi »), où on ne voit en effet que l'équipage, les fanions et la fumée en suspension, le bateau lui-même étant totalement transparent.
On aperçoit peu après un avion survolant les Alpes à basse altitude... et qui finit par skier sur le flanc des montagnes. Présentation d'animaux typiques : trois saint-bernards, chacun avec son tonneau : le premier avec du whisky, le second avec du soda, le dernier (un chiot) avec de l'aspirine (du Bromo-Seltzer (en)). Autre animal typique : le bouquetin. Il saute de pic en pic mais finit par tomber dans un précipice. On passe ensuite à l'Égypte des pyramides. Le Sphinx coupe le narrateur qui s'extasiait sur l'ancienneté des édifices, par un commentaire désabusé : « monotone, non ? ».
Un puits de pétrole en Europe est sur le point de produire son premier rendement. Mais il n'en sort qu’une grosse goutte qui tombe dans un crachoir de western.
Dans la jungle profonde, une plante carnivore avale un « pauvre petit bourdon ». Elle semble avoir des difficultés à le digérer... puis elle recrache l'insecte avec un terrible cri de douleur.
On voit ensuite un groupe d'animaux africains semblant s'abreuver à un point d'eau. Ce dernier s'avère être une fontaine publique. Jeu de mots avec Veronica Lake (« lake » : « lac » en anglais), entre l'actrice américaine et un lac ayant la forme d'une femme.
Deux explorateurs blancs, guidés par un pygmée, recherchent des cannibales géants.
Ils disparaissent derrière des arbres, sont capturés par les géants. Les deux explorateurs semblent être de la taille de cigarettes par rapport aux géants. Celui qui tient le plus grand explorateur dans sa main le remarque et dit alors : « King size ».
Trois mignons petits lapins gris et blanc jouent dans la jungle. Le narrateur est terrifié quand un vautour apparaît dans le ciel. Le vautour porte les marques du drapeau japonais de la Seconde Guerre mondiale sur ses ailes. Il plonge sur les lapins. Ceux-ci se cachent derrière des grandes herbes. Mais ils resurgissent d'un coup, coiffés de casques de la Défense Civile américaine et sont armés de canons. Les coups pleuvent sur le vautour, qui tombe et éclate comme un avion. On voit alors le lapin qui était de dos se retourner. C'est Bugs Bunny. Il lève les deux pouces en signe de victoire : « Eh, t'umbs up, Doc ». Le rond de l'iris qui termine le cartoon se referme sur le V que forment les oreilles de Bugs, le V de la victoire.

## Le départ de Tex Avery
Au cours de la réalisation de ce cartoon, Tex Avery quitte la firme Warner Bros. pour la MGM. C'est un autre réalisateur, Robert "Bob" Clampett qui terminera le dessin animé à sa place ; la scène finale guerrière avec Bugs annonce Blitz Wolf d'Avery.

## Censure
Le dessin animé fut censuré (par Cartoon Network en Amérique). La scène avec les deux explorateurs blancs, caricatures du réalisateur Friz Freleng et de l'animateur Tedd Pierce du studio de la Warner Bros, ainsi que la scène finale avec Bugs ont été alors supprimées.

## Fiche technique
Source : IMDb
- Réalisation : Tex Avery et Robert Clampett (non crédités)
- Scénario : Michael Maltese
- Producteur : Leon Schlesinger
- Production : Leon Schlesinger Studios
- Distribution : 
1942 : Warner Bros. Pictures
2007 : Warner Home Video (USA) (DVD)
- Format : 35 mm Technicolor, son mono, rapport de forme : 1,37 :1, procédé cinématographique : sphérique
- Musique : Carl W. Stalling
- Montage : Treg Brown (non crédité)
- Genre : court métrage de dessin animé, comédie
- Durée : 6 minutes
- Langue : anglais
- Pays : États-Unis
- Date de sortie : États-Unis : 26 mars 1942

### Animation
- Rod Scribner (en) : animateur

Les artistes suivants ne sont pas au générique :
- Robert McKimson : animateur
- Charles McKimson (en) : animateur
- Robert McKimson : animateur
- Virgil Ross : animateur
- Sidney Sutherland : animateur
- Rev Chaney : animateur
- John Didrik Johnsen : décors

### Musique
- Carl W. Stalling, directeur de la musique
- Milt Franklyn, orchestration (non crédité)

## Distribution
Voix originales :
Source : IMDb
- Mel Blanc : Bugs Bunny, la « vermine » (chenille du tabac), le Sphinx d'Égypte, la plante carnivore (qui ressemble à Heliamphora chimantensis), le guide local (non crédité)
- Robert C. Bruce : narrateur  (non crédité)

## Titres de chansons et musiques
Aucun titre musical ne figure au générique.
- Trade Winds, musique de Cliff Friend (en).
- Swanee River, de Stephen Foster.
- How Dry I Am (The Near Future (en)) de  Irving Berlin.
- We Did It Before (And We Can Do It Again) de Cliff Friend (en) et Charles Tobias.
- Someone's Rocking My Dreamboat (en) par Leon René (en), Otis René (en) et Emerson Scott.
- London Bridge Is Falling Down (chanson enfantine traditionnelle anglaise).
- Columbia, Gem of the Ocean (en), musique par David T. Shaw, arrangements par Thomas A'Beckett (en).
- Where, Oh Where, Has My Little Dog Gone?, chanson de Septimus Winner inspirée du folklore allemand.
- The Gaucho Serenad, par James Cavanaugh (en), John Redmond (en) et Nat Simon (en).
- Little Brown Jug, musique par Joseph Winner (en).
- A Vision of Salome, musique par J. Bodewalt Lampe (en)[4].